# Beatrice Timgren
Beatrice Rugland Timgren (ur. 12 maja 1989 w m. Järfälla) – szwedzka polityk, deputowana do Riksdagu, posłanka do Parlamentu Europejskiego X kadencji.

## Życiorys
Absolwentka studiów chemicznych w Królewskim Instytucie Technicznym. Zawodowo związana z branżą motoryzacyjną, pracowała jako kierownik projektu. W 2018 dołączyła do Szwedzkich Demokratów. Objęła funkcję przewodniczącej partii w Ekerö. Była też radną regionu Sztokholm. W wyborach w 2022 uzyskała mandat posłanki do Riksdagu. W 2024 została wybrana do Parlamentu Europejskiego X kadencji.